# Tercera Federación - Grupo XII 2025-26
La temporada 2025-26 del Grupo XII de la Tercera Federación de fútbol comenzará el 7 de septiembre de 2025 y finalizará el 10 de mayo de 2026. Posteriormente se disputará la promoción de ascenso entre el 17 de mayo y el 7 de junio en su fase territorial, y para finalizar en su fase nacional entre el 14 y 21 de junio. Se trata de la cuarta edición tras la restructuración de las categorías no profesionales por parte de la RFEF a causa de la pandemia global causada por el Coronavirus; y es la quinta categoría a nivel nacional.

## Sistema de competición
Participan dieciocho clubes encuadrados en un único grupo. Se enfrentan todos contra todos en dos ocasiones -una en campo propio y otra en campo contrario- durante un total de 34 jornadas. El orden de los encuentros se decide por sorteo antes de empezar la competición. La Federación de Fútbol de Canarias es la responsable de designar las fechas de los partidos y los árbitros de cada encuentro, reservando al equipo local la potestad de fijar el horario exacto de cada encuentro.
Una vez finalizada la competición, el primer clasificado asciende directamente a Segunda Federación y se proclama campeón de Tercera Federación.
Los clasificados entre el segundo y el quinto lugar disputan un Play Off territorial en formato de eliminatorias a doble partido ida y vuelta. En caso de empate el vencedor de la eliminatoria es el equipo mejor clasificado. El equipo vencedor de este Play Off se clasifica a la Promoción de ascenso a Segunda Federación que tiene carácter de final interterritorial.
Los tres últimos clasificados descienden directamente a las ligas interinsulares preferentes de Las Palmas y Tenerife. Puede haber más descensos por arrastre provocados por descensos de superior categoría.

## Ascensos y descensos
| Pos. | Ascendidos a 2.ª Federación |
| ---- | --------------------------- |
| 1º   | Las Palmas Atlético         |

| Pos. | Descendidos de 2.ª Federación |
| ---- | ----------------------------- |
| 17º  | C. D. Unión Sur Yaiza         |
| 18º  | C. D. Atlético Paso           |

| Pos.  | Ascendidos de Interinsular Preferente |
| ----- | ------------------------------------- |
| 1º LP | U. D. Las Palmas "C"                  |
| 2º LP | U. D. Telde                           |
| 1º TN | S. D. Tenisca                         |
| 2º TN | C. D. Tenerife "C"                    |

| Pos. | Descendidos a Interinsular Preferente |
| ---- | ------------------------------------- |
| 4.º  | U. D. Ibarra                          |
| 15.º | C. D. Buzanada                        |
| 16.º | Estrella C. F.                        |
| 17.º | U. D. Los Llanos de Aridane           |
| 18.º | C. F. Unión Viera                     |

## Equipos

### Listado de equipos
| Equipo                           | Localidad                     | Estadio                       | Capacidad |
| -------------------------------- | ----------------------------- | ----------------------------- | --------- |
| C. D. Arcángel San Miguel        | San Miguel de Abona           | I.D.M. San Miguel             |           |
| Arucas C. F.                     | Arucas                        | Tonono                        | 1000      |
| C. D. Atlético Paso              | El Paso                       | Municipal El Paso             | 5000      |
| C. D. Herbania                   | Puerto del Rosario            | Municipal Risco Prieto        | 2500      |
| U. D. Lanzarote                  | Arrecife                      | Ciudad deportiva de Lanzarote | 7000      |
| U. D. Las Palmas "C"             | Las Palmas de Gran Canaria    | Anexo Gran Canaria            | 2000      |
| C. D. Marino                     | Playa de las Américas (Arona) | Antonio Domínguez Alfonso     | 7500      |
| C. D. Mensajero                  | Santa Cruz de La Palma        | Silvestre Carrillo            | 5600      |
| C. F. Panadería Pulido San Mateo | Vega de San Mateo             | Municipal Vega de San Mateo   | 2000      |
| San Bartolomé C. F.              | San Bartolomé                 | Municipal Las Palmeras        | 2000      |
| U. D. San Fernando               | Maspalomas                    | Municipal de Maspalomas       | 4000      |
| C. D. CRI Santa Úrsula           | Santa Úrsula                  | Argelio Tabares               | 2000      |
| U. D. Tamaraceite                | Las Palmas de Gran Canaria    | Juan Guedes                   | 1100      |
| U. D. Telde                      | Telde                         | Pablo Hernández Morales       | 3500      |
| C. D. Tenerife "C"               | San Cristóbal de La Laguna    | Ciudad deportiva Javier Pérez | 2400      |
| S. D. Tenisca                    | Santa Cruz de La Palma        | Estadio Virgen de las Nieves  | 5500      |
| C. D. Unión Sur Yaiza            | Yaiza                         | Municipal de Yaiza            | 2600      |
| U. D. Villa de Santa Brígida     | Santa Brígida                 | Municipal de Los Olivos       | 600       |

| Arcángel San Miguel Arucas At. Paso Herbania Lanzarote Las Palmas "C" Marino Mensajero P.Pulido S.Mateo San Bartolomé San Fernando Santa Úrsula Tamaraceite Telde Tenerife "C" Tenisca Unión Sur Yaiza Santa Brígida |

### Equipos por Isla
| N.º | Isla          | Equipos | Provincia              |
| --- | ------------- | --- | ---------------------- |
| 1   | Fuerteventura | Herbania | Las Palmas             |
| 7   | Gran Canaria  | Arucas, U. D. Las Palmas "C", Panadería Pulido San Mateo, San Fernando, Tamaraceite, U. D. Telde y Villa Santa Brígida | Las Palmas             |
| 3   | Lanzarote     | Lanzarote, San Bartolomé y C. D. Unión Sur Yaiza                                                                       | Las Palmas             |
| 4   | Tenerife      | Arcángel San Miguel, Marino, Santa Úrsula y C. D. Tenerife "C"                                                         | Santa Cruz de Tenerife |
| 3   | La Palma      | C. D. Atlético Paso, Mensajero y S. D. Tenisca                                                                         | Santa Cruz de Tenerife |

## Clasificación
| Pos. | Equipo                           | Pts. | PJ | G | E | P | GF | GC | Dif. |                                        |
| ---- | -------------------------------- | ---- | -- | - | - | - | -- | -- | ---- | -------------------------------------- |
| 1    | C. D. Arcángel San Miguel        | 0    | 0  | 0 | 0 | 0 | 0  | 0  | 0    | Ascenso a Segunda Federación           |
| 2    | Arucas C. F.                     | 0    | 0  | 0 | 0 | 0 | 0  | 0  | 0    | Play-Offs Ascenso a Segunda Federación |
| 3    | C. D. Atlético Paso              | 0    | 0  | 0 | 0 | 0 | 0  | 0  | 0    | Play-Offs Ascenso a Segunda Federación |
| 4    | C. D. Herbania                   | 0    | 0  | 0 | 0 | 0 | 0  | 0  | 0    | Play-Offs Ascenso a Segunda Federación |
| 5    | U. D. Lanzarote                  | 0    | 0  | 0 | 0 | 0 | 0  | 0  | 0    | Play-Offs Ascenso a Segunda Federación |
| 6    | U. D. Las Palmas "C"             | 0    | 0  | 0 | 0 | 0 | 0  | 0  | 0    |                                        |
| 7    | C. D. Marino                     | 0    | 0  | 0 | 0 | 0 | 0  | 0  | 0    |                                        |
| 8    | C. D. Mensajero                  | 0    | 0  | 0 | 0 | 0 | 0  | 0  | 0    |                                        |
| 9    | C. F. Panadería Pulido San Mateo | 0    | 0  | 0 | 0 | 0 | 0  | 0  | 0    |                                        |
| 10   | San Bartolomé C. F.              | 0    | 0  | 0 | 0 | 0 | 0  | 0  | 0    |                                        |
| 11   | U. D. San Fernando               | 0    | 0  | 0 | 0 | 0 | 0  | 0  | 0    |                                        |
| 12   | C. D. CRI Santa Úrsula           | 0    | 0  | 0 | 0 | 0 | 0  | 0  | 0    |                                        |
| 13   | U. D. Tamaraceite                | 0    | 0  | 0 | 0 | 0 | 0  | 0  | 0    |                                        |
| 14   | U. D. Telde                      | 0    | 0  | 0 | 0 | 0 | 0  | 0  | 0    |                                        |
| 15   | C. D. Tenerife "C"               | 0    | 0  | 0 | 0 | 0 | 0  | 0  | 0    |                                        |
| 16   | S. D. Tenisca                    | 0    | 0  | 0 | 0 | 0 | 0  | 0  | 0    | Descenso a Interinsular Preferente     |
| 17   | C. D. Unión Sur Yaiza            | 0    | 0  | 0 | 0 | 0 | 0  | 0  | 0    | Descenso a Interinsular Preferente     |
| 18   | U. D. Villa de Santa Brígida     | 0    | 0  | 0 | 0 | 0 | 0  | 0  | 0    | Descenso a Interinsular Preferente     |

Actualizado a los partidos jugados el 7 de septiembre de 2025.
 Fuente: BeSoccer

### Evolución de la clasificación
| Jornada | 1 | 2 | 3 | 4 | 5 | 6 | 7 | 8 | 9 | 10 | 11 | 12 | 13 | 14 | 15 | 16 | 17 | 18 | 19 | 20 | 21 | 22 | 23 | 24 | 25 | 26 | 27 | 28 | 29 | 30 | 31 | 32 | 33 | 34 |
| Equipo  |   |   |   |   |   |   |   |   |   |    |    |    |    |    |    |    |    |    |    |    |    |    |    |    |    |    |    |    |    |    |    |    |    |    |
| ------- | - | - | - | - | - | - | - | - | - | -- | -- | -- | -- | -- | -- | -- | -- | -- | -- | -- | -- | -- | -- | -- | -- | -- | -- | -- | -- | -- | -- | -- | -- | -- |
|         |   |   |   |   |   |   |   |   |   |    |    |    |    |    |    |    |    |    |    |    |    |    |    |    |    |    |    |    |    |    |    |    |    |    |

## Resultados
| Local \ Visitante                | ARC | ARU | ATP | HER | LAN | LAS | MAR | MEN | PAN | SNB | SNF | STU | TAM | TEL | TNF | TNS | UNI | VSB |
| -------------------------------- | --- | --- | --- | --- | --- | --- | --- | --- | --- | --- | --- | --- | --- | --- | --- | --- | --- | --- |
| C. D. Arcángel San Miguel        | —   |     |     |     |     |     |     |     |     |     |     |     |     |     |     |     |     |     |
| Arucas C. F.                     |     | —   |     |     |     |     |     |     |     |     |     |     |     |     |     |     |     |     |
| C. D. Atlético Paso              |     |     | —   |     |     |     |     |     |     |     |     |     |     |     |     |     |     |     |
| C. D. Herbania                   |     |     |     | —   |     |     |     |     |     |     |     |     |     |     |     |     |     |     |
| U. D. Lanzarote                  |     |     |     |     | —   |     |     |     |     |     |     |     |     |     |     |     |     |     |
| U. D. Las Palmas "C"             |     |     |     |     |     | —   |     |     |     |     |     |     |     |     |     |     |     |     |
| C. D. Marino                     |     |     |     |     |     |     | —   |     |     |     |     |     |     |     |     |     |     |     |
| C. D. Mensajero                  |     |     |     |     |     |     |     | —   |     |     |     |     |     |     |     |     |     |     |
| C. F. Panadería Pulido San Mateo |     |     |     |     |     |     |     |     | —   |     |     |     |     |     |     |     |     |     |
| San Bartolomé C. F.              |     |     |     |     |     |     |     |     |     | —   |     |     |     |     |     |     |     |     |
| U. D. San Fernando               |     |     |     |     |     |     |     |     |     |     | —   |     |     |     |     |     |     |     |
| C. D. CRI Santa Úrsula           |     |     |     |     |     |     |     |     |     |     |     | —   |     |     |     |     |     |     |
| U. D. Tamaraceite                |     |     |     |     |     |     |     |     |     |     |     |     | —   |     |     |     |     |     |
| U. D. Telde                      |     |     |     |     |     |     |     |     |     |     |     |     |     | —   |     |     |     |     |
| C. D. Tenerife "C"               |     |     |     |     |     |     |     |     |     |     |     |     |     |     | —   |     |     |     |
| S. D. Tenisca                    |     |     |     |     |     |     |     |     |     |     |     |     |     |     |     | —   |     |     |
| C. D. Unión Sur Yaiza            |     |     |     |     |     |     |     |     |     |     |     |     |     |     |     |     | —   |     |
| U. D. Villa de Santa Brígida     |     |     |     |     |     |     |     |     |     |     |     |     |     |     |     |     |     | —   |